# Калинките (филм)
„Калинките“ (на английски: Ladybugs) е американска спортна романтична филмова комедия от 1992 година на режисьора Сидни Фюри.

## Сюжет
Внимание:  Текстът по-долу разкрива сюжета на произведението (или части от него)!
Честър Лий, дебел и забавен мъж, работи в отдела по продажбите на строителния бос Дейв Мълън от много години и мечтае за повишение. Тогава той ще може да се ожени и да издържа своята любима Бес. Честър случайно споделя с Мълън, че е бил отличен футболист в младостта си и Мълън го назначава за треньор на женския футболен отбор, в който е Кимбърли – дъщерята на самия бос. Ако отборът стане шампион, тогава Честър ще получи дългоочаквано повишение.
Обърканият Честър кани своята служителка Джули като помощник, но нито той, нито тя разбират нищо от футбол и затова отборът губи позорно първия мач. Но тогава Честър си спомня, че Матю, синът на годеницата му Бес, е отличен футболист. Честър първо моли Матю да му помогне със съвет, а след това го кани да стане член на футболния отбор, преоблечен като момиче. Изненаданият Матю първоначално отказва, но в крайна сметка приема предложението на Честър по две причини – първо, Честър честно казва на момчето, че само успехът на футболния отбор ще позволи на Честър да се ожени за майка му; и второ, в отбора играе Кимбърли, която учи с Матю в едно училище, а той отдавна безнадеждно е влюбен в нея.
Пристигането на новия играч Марта в отбора магически променя всичко. Самата Марта играе прекрасно и учи другите момичета, и „Калинките“ помитат всички противници от пътя си. Кимбърли става много добра приятелка с Марта, но Матю страда, тъй като не може да разкрие самоличността си на Кимбърли. Предстои решителен мач от шампионата и тогава по абсурдна случайност Бес научава, че Матю се облича като момиче, а Честър е замесен в това. Ядосана, Бес изгонва Честър от къщата си и спира да говори със сина си.
Финалната игра започва много лошо. Момичетата, след като научават, че Марта вече не е в техния отбор, са объркани и губят с резултат 3:0 през първото полувреме. На полувремето Матю разкрива на Кимбърли и останалата част от екипа, че той е „Марта“. Неговата честност вдъхновява отбора, а освен това Честър убеждава момичетата, че те самите вече са отлични играчи във футбола. „Калинките“ изравняват, а след минута е отсъдена дузпа към противниковата врата, след която Кимбърли бележи победния гол. „Калинките“ печелят шампионата, Честър получава повишение и се жени за Бес, а Матю и Кимбърли започват да излизат.

## Актьорски състав
| Актьор               | Роля                                                                       |
| -------------------- | -------------------------------------------------------------------------- |
| Родни Дейнджърфийлд  | Честър Лий – мениджър продажби и треньор на женския футболен отбор         |
| Джонатан Брандис     | Матю / Марта – момче, което се преструва на момиче във футболния отбор     |
| Илен Граф            | Бес – майка на Матю и любима на Честър                                     |
| Джаки Хари           | Джули Бенсън – приказлива асистенка на Честър                              |
| Винеса Шоу           | Кимбърли Мълън – футболистка, дъщеря на шефа на Честър и приятелка на Матю |
| Том Паркс            | Дейв Мълън – шеф на Честър и баща на Кимбърли                              |
| Жанета Арнет         | Глинис Мълън – майка на Кимбърли                                           |
| Кристъл Кук          | Нанси Ларимър – весела футболистка, афроамериканка                         |
| Дженифър Франсис Лий | Кармелита Чу – вратар                                                      |
| Джона Стюарт-Боудън  | Сали Ан Уелфелт – футболистка, обсебена от красиви момчета                 |
| Джанди Суонсън       | Пени Пестър – много стеснителна футболистка                                |
| Нанси Парсънс        | треньор Ани                                                                |
| Блейк Кларк          | треньор Бул                                                                |

## Интересни факти
- Снимките се провеждат от юли до септември 1991 г. във и около Денвър, Колорадо.
- Филмът е критикуван от критиците, което води до едва 12% рейтинг на одобрение на Rotten Tomatoes, но според CinemaScore, една от най-известните компании за проучване на публиката, филмът е харесан от зрителите и му дава средна оценка „A-“ по скалата от „A+“ до „F“ (т.е. „4 минус“ по петобалната скала).